# Schlomo Lajtman
Schlomo Lajtman, auch Shlomo Leitman, (* unbekannt in Warschau, Polen; † 14. Oktober 1943 in Sobibór) kam im September 1943 mit dem ersten Transport von sowjetischen Juden ins Vernichtungslager Sobibór. Er war am Aufstand von Sobibór maßgeblich beteiligt.
Über das Leben von Schlomo Lajtman ist wenig bekannt. Er war einer von sieben Personen des Komitees, das den Aufstand von Sobibór plante und durchführte. Alexander Petscherski, der militärische Organisator des Aufstands, hatte ihn darüber hinaus in seine militante Gruppe aufgenommen, die die militärischen Maßnahmen im Verlauf des Aufstands durchführen sollte.
Lajtman war nach dem Einmarsch der Wehrmacht in Polen in die Sowjetunion geflüchtet und war mit dem ersten Transport aus der Sowjetunion ins Vernichtungslager gekommen. Petschersky kam von Minsk nach Sobibor. Sie kannten sich aus dem Lager in Minsk schon länger und waren Freunde.
Schlomo Lajtman hatte den Auftrag, den SS-Mann Friedrich Gaulstich am Tag des Aufstands in der Tischlerwerkstatt zu töten und erschlug ihn mit einem Beil. Lajtman war auf der Flucht aus dem Vernichtungslager verwundet worden und blieb vor dem Waldrand liegen. Er lehnte es ab, von den flüchtenden Polen mitgenommen zu werden, die ihn retten wollten. Lajtman ist eine der Hauptfiguren im Film Flucht aus Sobibor von Jack Gold.